# Мадсен, Йенс-Эрик
Йенс-Эрик Мадсен (дат. Jens-Erik Madsen; род. 30 марта 1981,  в  Раннерсе, Дания)   — датский трековый и шоссейный велогонщик. Серебряный призёр летних Олимпийских игр 2008 года на треке в командной гонке преследования. Чемпион мира по трековым велогонкам в командной гонке преследования (2009).

## Достижения

### Трек
1998
1-й  Чемпион Дании — Командная гонка преследования (юниоры)
1999
1-й  Чемпион Дании — Командная гонка преследования
1-й  Чемпион Дании — Командная гонка преследования (юниоры)
1-й  Чемпион Дании — Гит (юниоры)
2000
1-й  Чемпион Дании — Командная гонка преследования
2004
3-й  Чемпионат Европы — Мэдисон
2006
1-й Кубок мира по трековым велогонкам 2005-2006 — Командная гонка преследования, Сидней,  Австралия
2-й Кубок мира по трековым велогонкам 2006-2007 — Командная гонка преследования, Сидней,  Австралия
2007
2-й Кубок мира по трековым велогонкам — Командная гонка преследования, Лос-Анджелес,  США
3-й  Чемпионат мира — Командная гонка преследования
2008
2-й  Летние Олимпийские игры — Командная гонка преследования
2-й  Чемпионат мира — Командная гонка преследования
2-й Кубок мира по трековым велогонкам — Командная гонка преследования, Копенгаген,  Дания
2009
1-й  Чемпион мира — Командная гонка преследования
1-й  Чемпион Дании — Гит
3-й Кубок мира по трековым велогонкам — Командная гонка преследования, Копенгаген,  Дания
2010
1-й  Чемпион Дании — Скрэтч
4-й Чемпионат мира — Командная гонка преследования

### Шоссе
1997
2-й — Критериум Европейский юношеский Олимпийский фестиваль
1999
1-й  Чемпион Дании — Групповая гонка (юниоры)
2003
1-й — Этап 5 Тур Берлина U23
2004
1-й  Чемпион Дании — Командная гонка с раздельным стартом
2005
1-й — Post Cup
2007
1-й  Чемпион Дании — Командная гонка с раздельным стартом
3-й — Гран-при Орхуса
3-й — Post Cup
2008
2-й Чемпионат Дании — Командная гонка с раздельным стартом
3-й Чемпионат Дании — Групповая гонка
2009
1-й  Чемпион Дании — Командная гонка с раздельным стартом
1-й — Антверпсе Хавенпейл
2010
1-й — Fyen Rundt